# 漠河站
漠河站，曾名西林吉站、漠河县站，位于中华人民共和国黑龙江省大兴安岭地区漠河市西林吉镇，是富西铁路上的火车站。车站为中国铁路哈尔滨局集团加格达奇车务段管辖的二等站，办理客货运业务；车站是中国最北端的客运火车站，每日有6趟列车停靠；货运办理作业车的装卸及取送作业以及办理整车、批量货物的发送和到达业务。车站货场主要办理煤炭及木材加工副产品等货物运输，部分大兴安岭外运煤炭列车在漠河站进行编组。此外车站批量发送货物有木片、雪糕棒、矿泉水等，到达货物为大宗货物、汽油、柴油。

## 历史
车站建于1971年，1974年8月15日通车，为四等站，以煤和木材外运为主。1990年重建站房，建筑面积1000平方米:94。
随着漠河旅游产业的发展，西林吉站于2000年9月更名为漠河县站，并于2004年10月升级为三等站，2010年11月1日又更名漠河站，客运业务逐渐增大。
2015年车站对站房进行改造工程，2015年10月24日投入使用。
2024年7月，漠河站列车上水设备投入使用。新的上水设备使用漠河市政的自来水网，使得上水列车不再依赖质量较差的井水或在塔河站给列车进行上水作业。

## 车站结构
漠河站目前使用的站房建于2015年，建筑面积1000平方米，为欧式风格；同时采用银灰色曲面屋顶搭配通透的玻璃幕墙，体现漠河县作为北极村的特色。候车室可容纳2000多人，设有310个座位。
车站设有一座岛式站台和一座侧试站台，设有通往漠河林业局物资科、兴安集团红远煤矿、漠河油库、漠河林业局贮木场等单位的专用线。

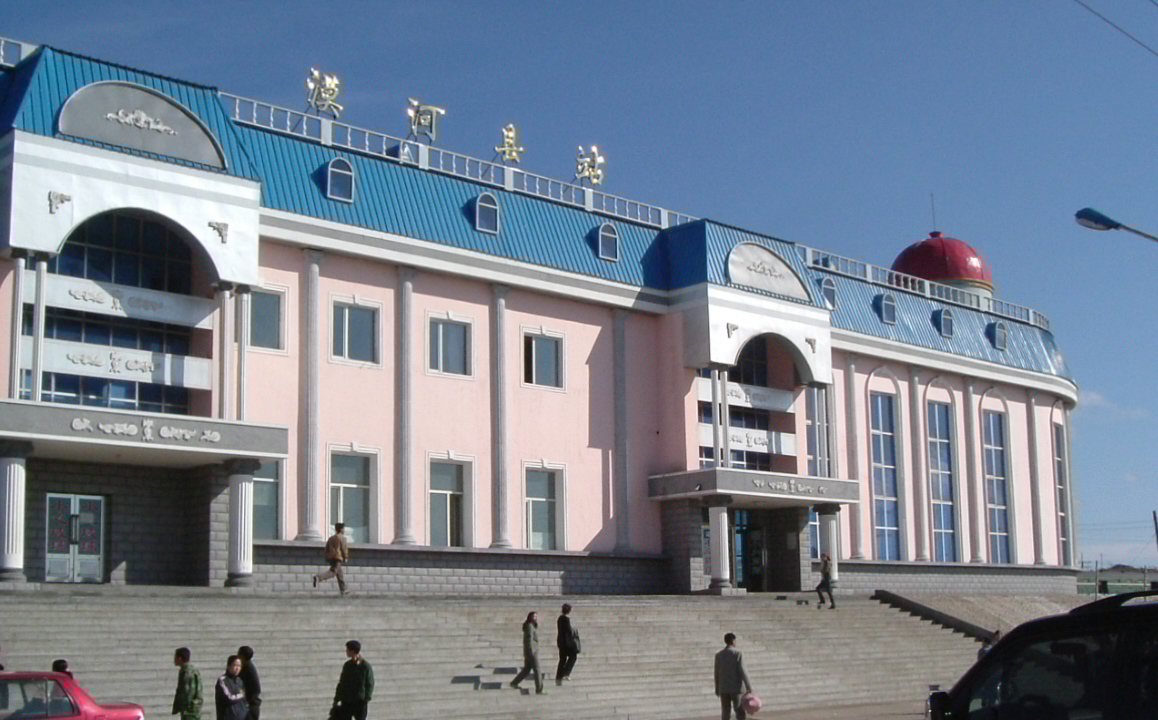
2005年的漠河县火车站
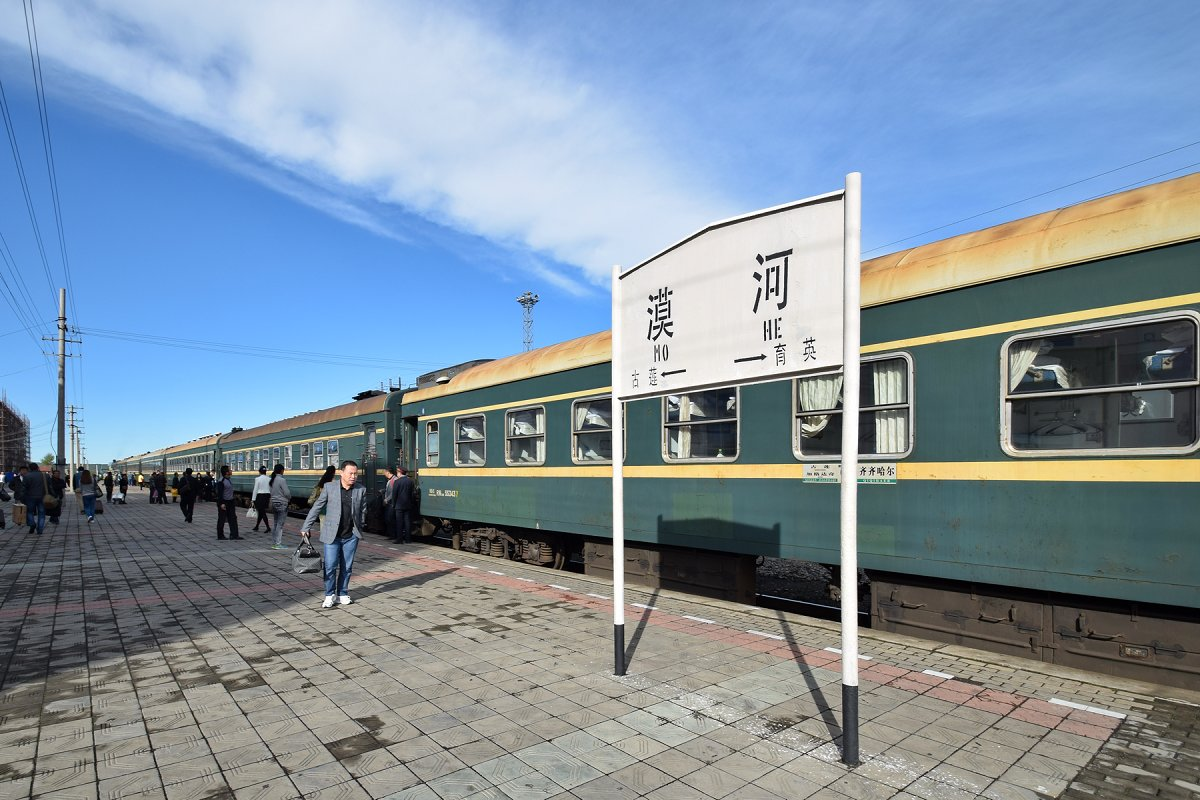
6245/6246次列车停靠在漠河站（2014年）
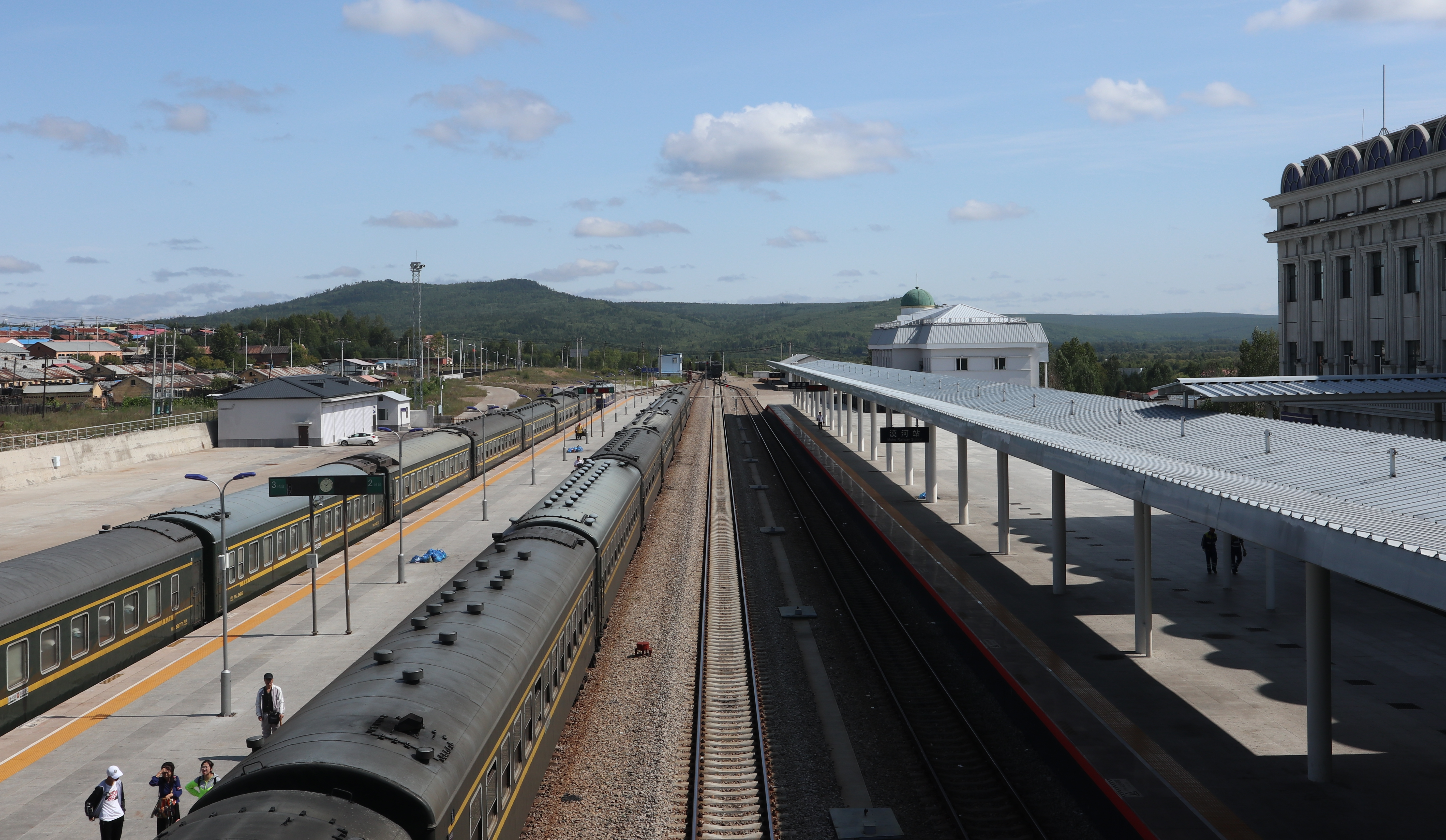
从天桥眺望车站站场（2019年）
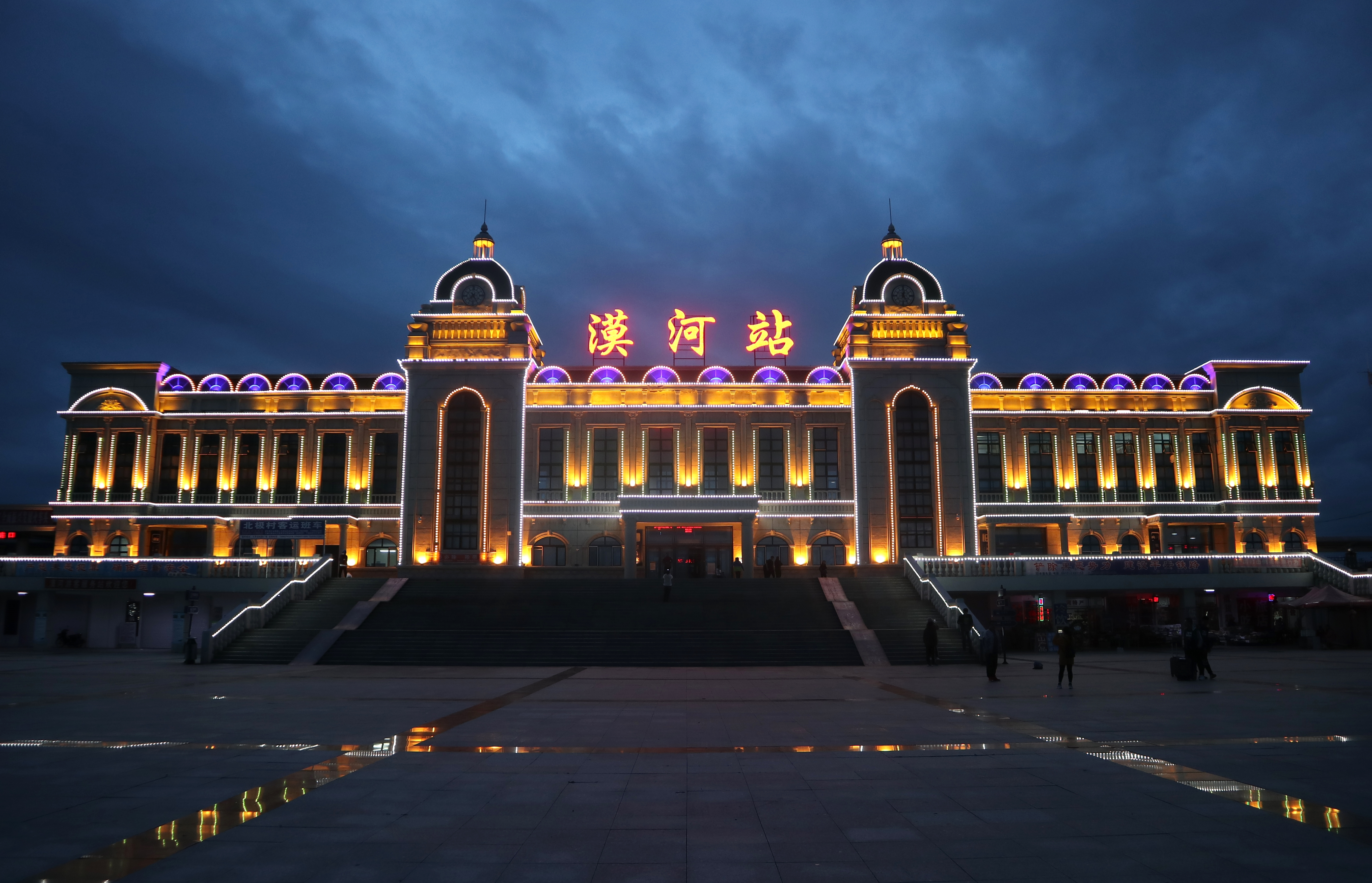
新站房夜景（2019年）

## 外部連結
- 维基共享资源上的相關多媒體資源：漠河站